# Willy Schmitter

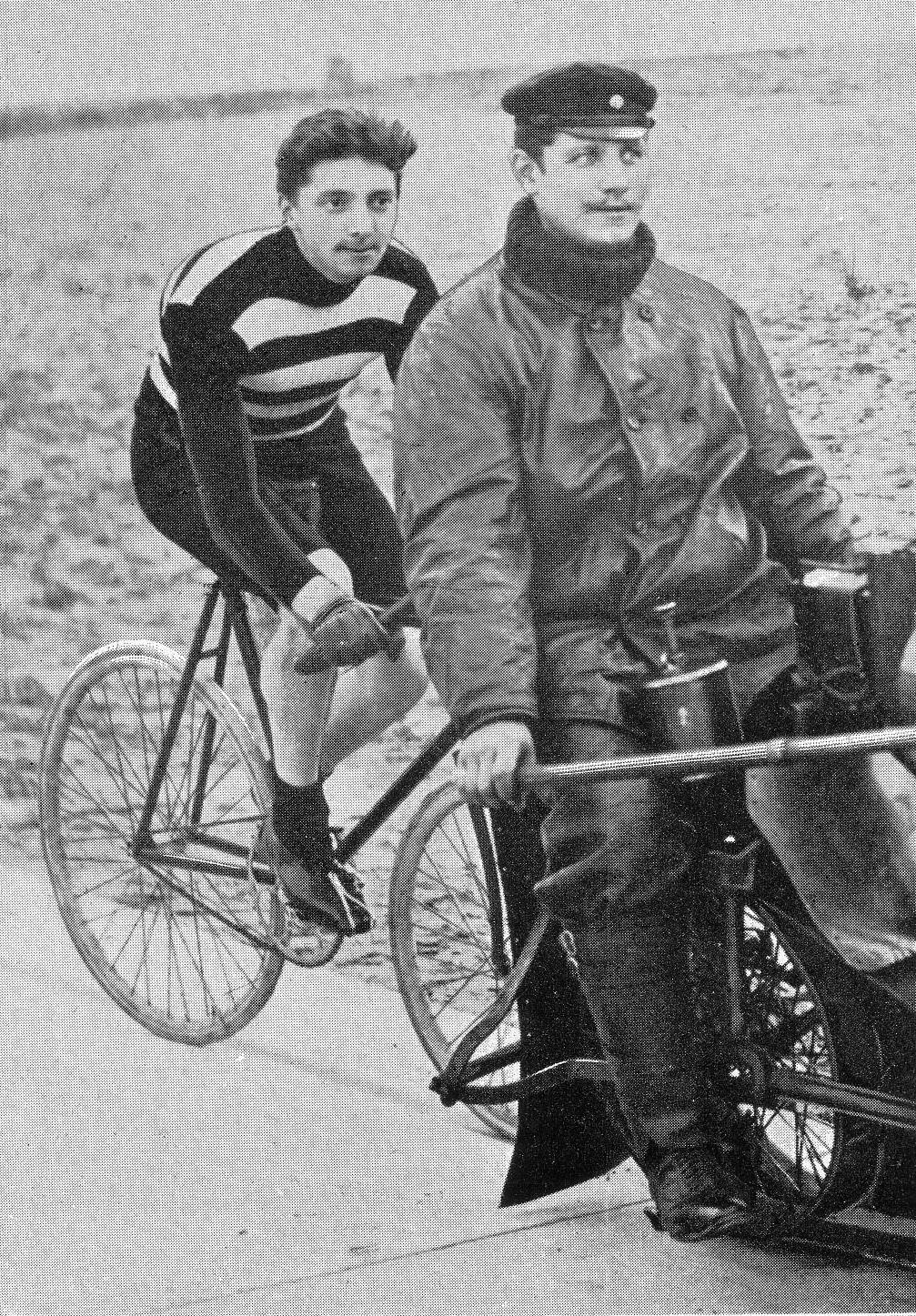
Willy Schmitter

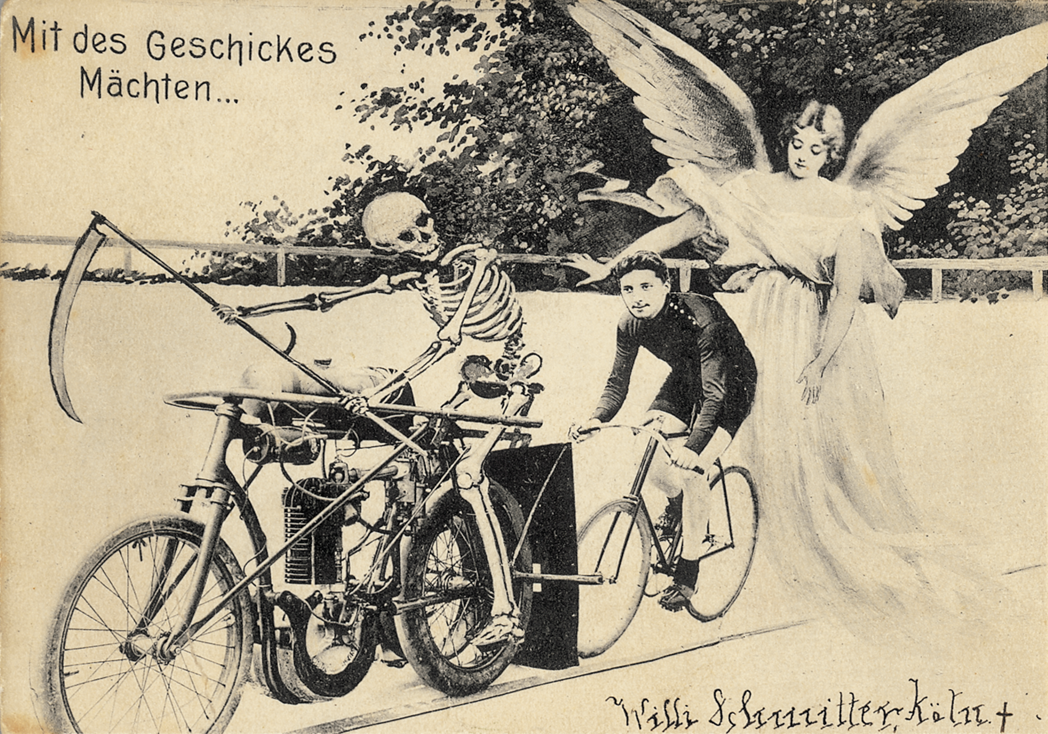
Postkarte, die anlässlich von Schmitters Tod erschien

Wilhelm Robert Schmitter (* 8. Februar 1884 in Mülheim (heute zu Köln); † 18. September 1905 in Leipzig) war ein deutscher Radrennfahrer.
Willy Schmitter galt in den ersten Jahren des 20. Jahrhunderts als das große Talent auf der Radrennbahn und aufsteigender Stern neben Steher-Star Thaddäus Robl.
Nach der Schule erlernte Schmitter zunächst den Beruf des Drogisten. Im Mai 1902 gewann er den „Rheingold-Pokal“ für Amateur-Radrennfahrer, noch als „Flieger“ (heute „Sprinter“ genannt), vor dem dänischen Radsportstar Orla Nord. 1903 trat er ins Profilager über und wurde Steher. In der Folge gewann er zahlreiche Große Preise und besiegte Weltklasse-Fahrer wie Robl, Robert Walthour, Piet Dickentman, Peter Günther und andere. Er erfreute sich schnell einer äußerst großen Popularität, auch wegen seines fröhlichen Naturells. „Ein ‚Schmitter-Sieg‘ in Köln glich einem grossen Ereignis und die Begeisterung der Kölner fand keine Grenzen. Aber es war auch für Fernstehende eine Freude, den jungen Fahrer mit Riesenschritten der Extraklasse zusteuern zu sehen.“ Trotz seiner Jugend lag Schmitter in der Verdienstrangliste der deutschen Rennfahrer für die Jahre 1895 bis 1905 bereits an sechster Stelle.
Aufgrund seiner Erfolge nahm Schmitter am 17. September 1905 an der Steher-Europameisterschaft in Leipzig teil. Bei einem der Rennen im Rahmen dieser EM stürzte er schwer und erlag anschließend seinen schweren Verletzungen.
Radsportjournalist Fredy Budzinski schrieb: „Da löst sich eine knochige Hand aus dem wallenden Mantel, streckt sich lang aus und faßt den mutigen Schmitter ins Genick. Ein Zischen, Knallen, Pfeifen, Brechen […] und ein menschlicher Leib schleift über die Fläche.“ Und er dichtete anlässlich der Beerdigung:

„Was noch am Morgen strahlend glänzte,

Sinkt in den Staub beim Abendrot;

Kein Mensch kann dem Geschick enteilen,

Der schnellste Renner ist der Tod!“

Willy Schmitter wurde auf dem gerade ein Jahr zuvor neu angelegten kommunalen Mülheimer Friedhof beerdigt.
Rund 50.000 Menschen folgten dem Trauerzug für den gerade 21-Jährigen. Das Gedränge auf den Straßen war so groß, dass die Polizei anrücken musste.
In Erinnerung an Willy Schmitter wurde 1930 der Radsportverein RC Schmitter in Köln gegründet, der heute in Hürth-Gleuel beheimatet ist.